# جون أرتشيبالد ويلر
جون أرتشيبالد ويلر (بالإنجليزية: John Archibald Wheeler)‏ (9 يوليو 1911 - 13 إبريل 2008). عالم أمريكي فيزيائي من الأواخر الذين انضموا لأينشتاين في أعماله وهو مبتكر مصطلح الثقب الأسود.
كان ويلر من الذين اشتركوا في مشروع مانهاتن لإنتاج القنبلة الذرية الأولى وقد كان يتمنى أن يبدأ المشروع باكرا عن ذلك وعمل أستاذا في جامعة برنستون وقد نال الدكتوراة وعمره 21 عاما، وقام بتأليف عدد كبير من الكتب عن الفيزياء النظرية وخصوصاً عن الانشطار النووي.
وقد ابتكر معادلة هاريسون ـ ويلر التي تصف المادة النووية العالية الكثافة.
وهو من ابتكر لفظة «الفجوة السوداء» وتعبير «الفجوة السوداء لا شعر لها» لوصف النتيجة التي تفيد ان فجوة سوداء تتميز دائماً بحجمها وحركيتها وطاقتها الكهربائية أياً تكن المادة التي انشأتها.
أمضى ويلر أغلبية حياته الأكاديمية في جامعة برنستون، حيث التحق بها في عام 1938 وتقاعد منها عام 1976 . أشرف ويلر على مناقشة 46 شهادة دكتوراة سابقا بذلك أي أستاذ آخر في قسم الفيزياء.

## التعليم
ولد جون أرتشيبالد ويلر في 9 يوليو عام 1911 في جاكسون فيل في فلوريدا، وكان والدية جوزيف لويس ويلر ومابل أرشيبالد ويلر أمينا مكتبة. أنجبا أربع أطفال كان ويلر أكبرهم، وله أخان صغيران هما جوزيف وروبرت، وألأخت الصغرى ماري. وإستطع جوزيف أن ينال شهادة الدكتوراة من جامعة براون في بروفيدانس في ولاية رود آيلاند. وماجستير في علم المكتبات من جامعة كولومبيا في مدينة نيويورك. وحصل روبت على درجة الدكتوراة في الجيولوجيا من جامعة هارفرد، وعمل في الجامعة وكجيولوجي لشركات البترول. وبالنسبة لماري فقد درست علم المكتبات في جامعة دنفر بإقليم كولورادو وأصبحت كوالديها أمينة مكتبة. قضوا فترة طفولتهم في يونغزتاون بولاية أوهايو، ماعدا السنة بين عامي 1921 و1922 قضوها في مزرعة في بلدة بنسون بولاية فيرمونت والتي درس فيها ويلر في مدرسة مكونة من فصل واحد. وبعد ذلك عادوا جميعا إلى يونغزتاون ودخل مدرسة راين الثانوية.

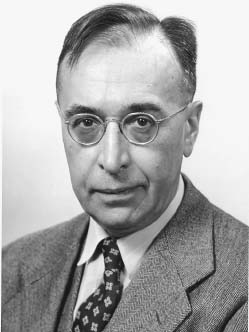
جريجوري برايت.

تخرج ويلر عام 1926 من كلية مدينة بالتيمور، واستطاع الذهاب إلى جامعة جونز هوبكينز بمنحة دراسية من ولاية ماريلاند. وقام بنشر أول ورقة بحثية له في عام 1930 وكان يبلغ من العمر تسعه عشر عاما. وعمل في المعهد الوطني للمعايير والتقنية (نيست) في الصيف. وفي عام 1933 حصل على درجة الدكتوراة. بعد مناقشه أبحاثة مع الفيزيائي كارل هرتسفلد والتي كانت بعنوان «نظرية التشتت والامتصاص لغاز الهيليوم». ونجح في الحصول على عضوية في المجلس الوطني للبحوث ليستطيع بذلك العمل تحت إشراف الفيزيائي جريجوري برايت في جامعة نيويورك في الفترة ما بين عام 1933 وعام 1934. وفي ذلك الوقت استطاع الاثنان نشر ورقة بحثية أخرى تسمى عملية برايت ويلر، عن كيفية تحول الفوتون إلى بوزيترون. وعمل بعد ذلك تحت إشراف الفيزيائي الشهير نيلز بور في جامعة كوبنهاغن في الفترة ما بين عام 1934 وعام 1935.

## السيرة الذاتية
شغل ويلر منصب أستاذ مساعد في جامعة ولاية كارولينا الشمالية في تشابل هيل في عام 1937، ولكنه أراد أن تكون لدية الفرصة في العمل مع الخبراء في مجال الفيزياء ، لذلك عندما عرضت عليه جامعة جون هوبكنز في عام 1938 منصب أستاذ مساعد رفض العرض وقبل عرض جامعة برنستون الأقل مكانه، وسبب ذلك أن جامعة برنستون كانت تطور قسم الفيزياء في ذلك الوقت فكان قرارة صحيحا. وبقى عضوا في الجامعة حتى عام 1976.
وفي عام 1937 نشر ورقة بحثية عن وصف بنية الزمرة المجاوبة في النوى الخفيفة وأعطى الصيغة الرياضية لبناء دوال الموجة النووية مع أخذ هذه البنية بعين الاعتبار، وبين كيف تعطى هذه المقارنة نتائج من بينها وسائل لتقدير كمون فعلى لتفاعل أحد جسيمات ألفا مع آخر ، فقد تبين أن هذا الكمون يتوقف على متجه السرعة. وفي نفس العم صاغ ويلر مفهوم المصفوفة المبعثرة وبين أهم خواصها الرئيسية مبدعا في ذلك وسيلة نظرية ساهمت في الأبحاث التي قام بها فيرنر كارل هايزنبرغ وآخرون في فيزياء الجسيمات الأولية في أربعينات القرن العشرين عن نظرية الحقل الكمومي. وتعتبر الآن أداه هامه في دراسة فيزياء الجسيمات.
لم يقم ويلر بتطوير المصفوفة المبعثرة، ولكنه انضم إلى المجري إدوارد تيلر في شرح نموذج القطرة (الذي قام الدانماركي نيلس بور في عام 1936 بتطوير معادلة الكتلة للنواة الذرية لاحتواء افتراض النواة المركبة كمرحلة وسطية أثناء تفاعل نووي والذي تم استخدامه في عام 1939 لتفسير الانشطار النووي) وقاموا بتقديم نتائج في اجتماع الجمعية الفيزيائية الأمريكية في نيويورك عام 1938 . وقامت تليمذة ويلر الفيزيائية كاثرين واي بتقديم ورقة بحثية بعنوان «نموذج القطرة السائلة والعزم النووي»، والتي أظهرت فيه أن ناتج النواة التي على شكل سيجارة قد يكون غير مستقر في ظروف معينه. وبسبب القيود الموجودة في نموذج القطرة فاتهم جميعا فرصة توقع حدوث إنشطار نووي. ووصل خبر اكتشاف كل من الفيزيائية السويدية ليز مايتنر والنمساوي أوتو فريش لإمكانية حدوث الإنشطار النووي إلى الولايات المتحدة عن طريق نيلس بور في عام 1939، عندما أخبر الفيزيائي البلجيكي ليون روزنفيلد والذي بدوره أخبر جون ويلر.
استمر كل من بور وويلر على العمل على نموذج القطرة في محاولة لشرح كيفية حدوث الإنشطار النووي. وبمساعدة من علماء الفيزياء التجريبيين إستطاعوا حل اللغز. فعندما سأل الفيزيائي التشيكي جورج بلازك بور عن سبب انشطار اليورانيوم مع كل من النيوترونات السريعة جدا والبطيئة جدا. وعندما ذهب لنقاش هذا السؤال مع ويلر خطرت لدية فكرة أن الانشطار في الطاقات المنخفضة يحدث مع عنصر اليورانيوم 235 ونظيرة. بينما يحدث الانشطار في الطاقات العالية مع عنصر اليورانيوم 238 ونظيرة. وقاموا بكتابة ورقتين بحثيتين عن الانشطار. الأولى نشرت في جريدة التقرير الفيزيائي (Physical Review) يوم 1 سبتمبر عام 1939، وهو يوم غزو ألمانيا لبولندا معلنة بذلك بداية الحرب العالمية الثانية في أوروبا.

## اسلحة نووية

### مشروع مانهاتن

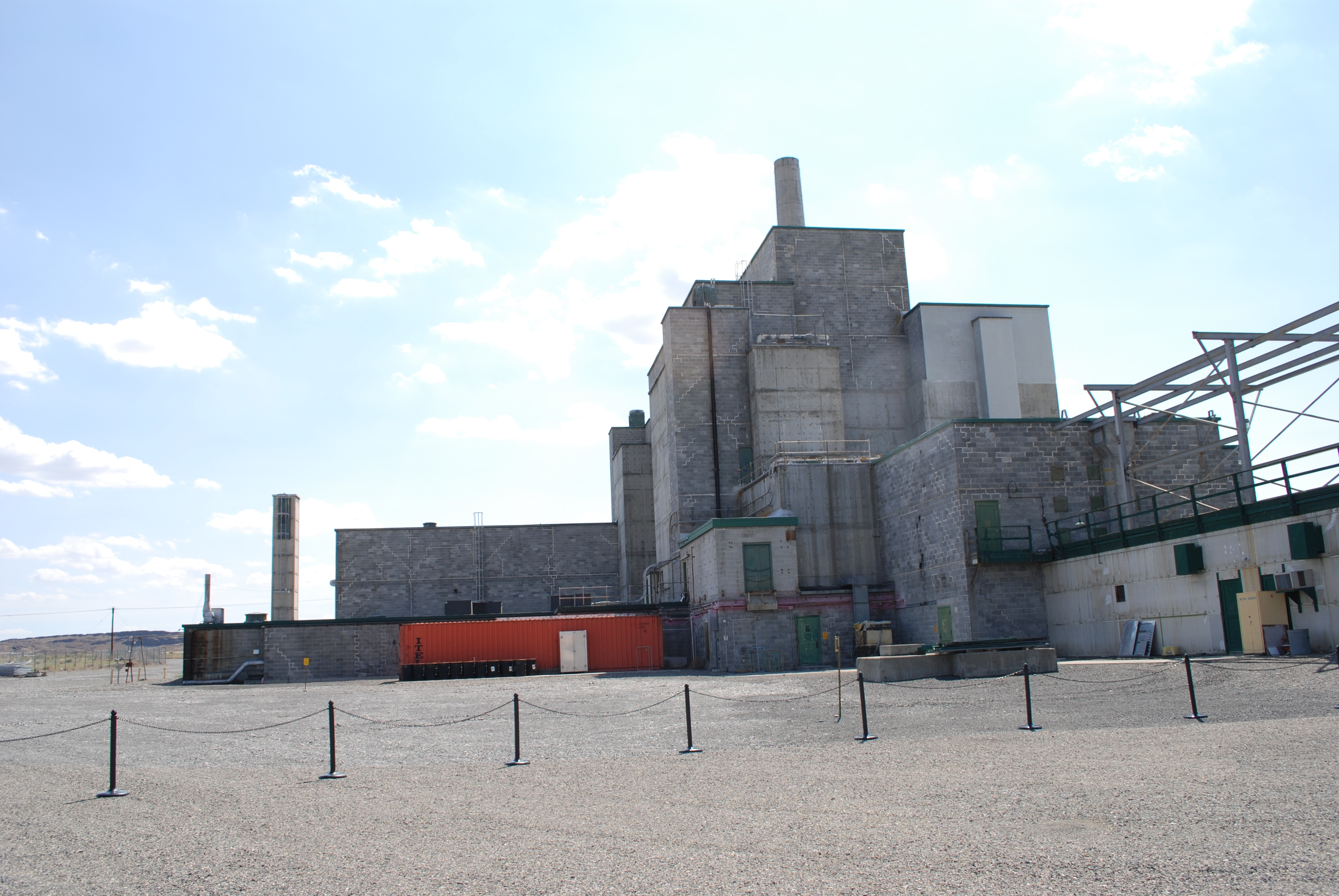
صورة لمفاعل B بموقع هانفورد لعام 2014

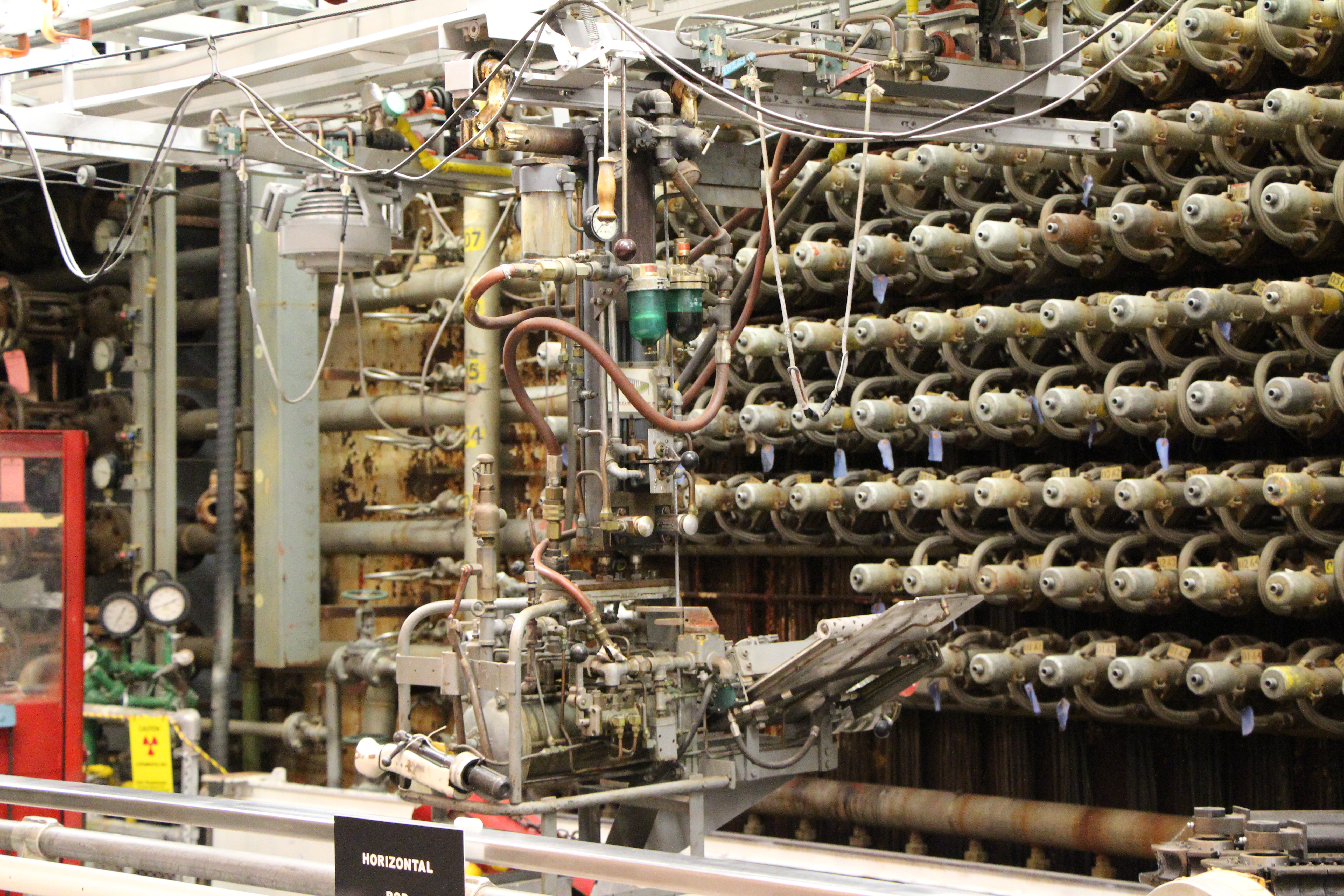
أنابيب التحميل في مفاعل B بموقع هانفورد في ريتشلاند بواشنطن

بعد الهجوم على بيرل هاربر الذي شنته البحرية الإمبراطورية اليابانية في 7 ديسمبر 1941 بفترة قصيرة والتي أدخلت الولايات المتحدة الحرب العالمية الثانية، استجاب جون أرتشيبالد ويلر لعرض آرثر هولي كومبتون بالانضمام لمشروع مانهاتن لصنع القنبلة النووية في مختبرات شيكاغو السرية. وبالفعل انتقل ويلر في يناير 1942 إلى شيكاغو لينضم لفريق الفيزيائي يوجين بول ويغنر الذي كان يعمل على تصميم المفاعل النووي. وساعد الفيزيائي روبرت فريدريك كريستي في كتابة ورقة بحثية بعنوان «سلسلة ردو الأفعال للمواد القابلة للانشطار». وتعتبر هذه الورقة من أهم الأبحاث التي تستخدم في عمليات تنقية البلوتونيوم ، والتي لم تظهر حتى ديسمبر 1955. ويرجع الفضل لويلر في إيجاد مصطلح مهدئ النيوترون بدلا من مصطلح المبطئ الذي كان يستخدمه الفيزيائي الحاصل على نوبل إنريكو فيرمي.
بعد تولي فيلق القوات البرية الأمريكي الهندسي مسئولية الإشراف على مشروع مانهاتن، تم تعيين شركة دو بونت (والتي تعتبر حاليا ثاني أكبر شركة كيماويات في العالم بعد باسف من حيث القيمة السوقية) لتصميم وإنشاء المفاعلات. وكان ويلر أحد أعضاء فريق العمل. وفي مارس 1943 انتقل جون ويلر بعائلته للعيش في ويلمنتجون في ولاية ديلاوير ليكون قريبا من مقر عمله وداوم على التنقل بين ويلمنتجون وشيكاغو حيث كانت مقرات شركة دو بونت.
لم تكن مهمة الشركة هي بناء المفاعلات النووية فقط، فشملت مهمتها أيضا بناء خط لإنتاج البلوتونيوم في موقع هانفورد في مدينة واشنطن. ومع تقدم العمل انتقل ويلر بعائلته مرة أخرى في يوليو 1944 إلى ريتشلاند في العاصمة واشنطن. حيث عمل في مباني علمية تسمى المنطقة 300 .
حتى قبل أن يتم تشغيل المفاعل B في موقع هانفورد، وهو المفاعل الأول من الثلاث مفاعلات في 15 سبتمبر لعام 1944 . كان ويلر قلقا من تحول بعض نواتج الانشطار النووي إلى سموم ونفايات نووية، والتراكمات الناتجة عن امتصاص الكثير من حرارة النيوترون والتي تعرقل سير عملية التفاعل النووي. وقام ويلر في إبريل عام 1942 بنشر تقرير يتنبأ فيه بأن هذه التراكمات ستؤدي إلى تقليل التفاعل بنسبة واحد في المية طالما أن الطاقة الناتجة عن اصطياد النيوترون للمقطع النيوتروني أكبر من 100000 بارن.

كانت أكبر مخاوف ويلر هي احتمالية إغلاق المفاعل بشكل غير متوقع وإعادة تشغيله مرة أخرى بعد حوالي خمسة عشر ساعة. ومدى تأثير ذلك على عنصري اليود 135 والذي تصل فترة عمر النصف له إلى 6.6 ساعة، وعنصر الزينون 135 والذي تصل فترة عمر النصف له إلى 9.2 ساعة. وإتضح بعد ذلك ان الزينون 135 تصل الطاقة الناتجة عن اصطياد النيوترون للمقطع النيوتروني تصل إلى 2 مليون بارن. وبهذا يمكن حل هذة المشكله عن طريق إضافة قضبان وقود إضافية لتحرق السم.
كان لدى ويلر دافع شخصي للعمل في مشروع مانهاتن. فقد كان أخوه جوزيف يحارب في إيطاليا، وأرسل له برقية يقول له فيها «أسرع». ولكن للأسف كان ذلك بعد فوات الأوان، لأن جوزيف قتل في أكتوبر عام 1944 . ورد عليه ويلر ببرقية «نحن قريبين جدا من اختراع سلاح نووي لإنهاء الحرب. فأنا لم أعد قادرا على التوقف عن التفكير، ولم أتوقف للحظة عن أن هذه الحرب كان من الممكن أن تنتهي قبل أكتوبر 1944». ترك جوزيف خلفه زوجته أرملة وطفلة صغيرة تدعى ماري والتي تزوجت فيما بعد بالفيزيائي جيمس هارتل الأستاذ في جامعة كاليفورنيا في سانتا باربرا والمشهور بأعماله في نظرية النسبية العامة والفيزياء الفلكية وتفسيرات ميكانيكا الكم.

### القنبلة الهيدروجينية

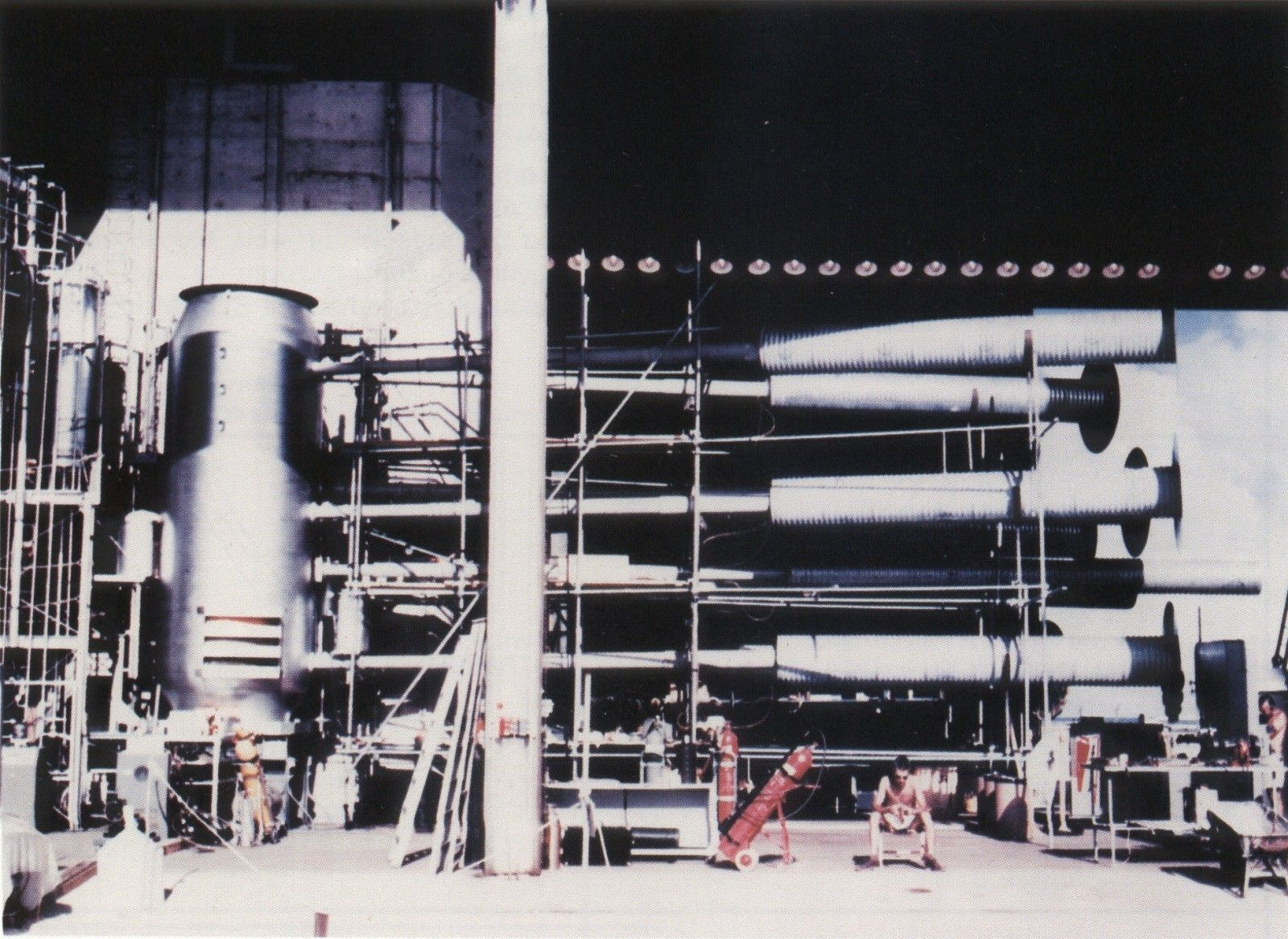
جهاز النقانق لإيفى مايك وهو الاسم الرمزي لأول اختبار للقنبلة الهيدروجينية، وتم الاختبار على جزيرة إنيويتوك المرجانية في المحيط الهادئ.

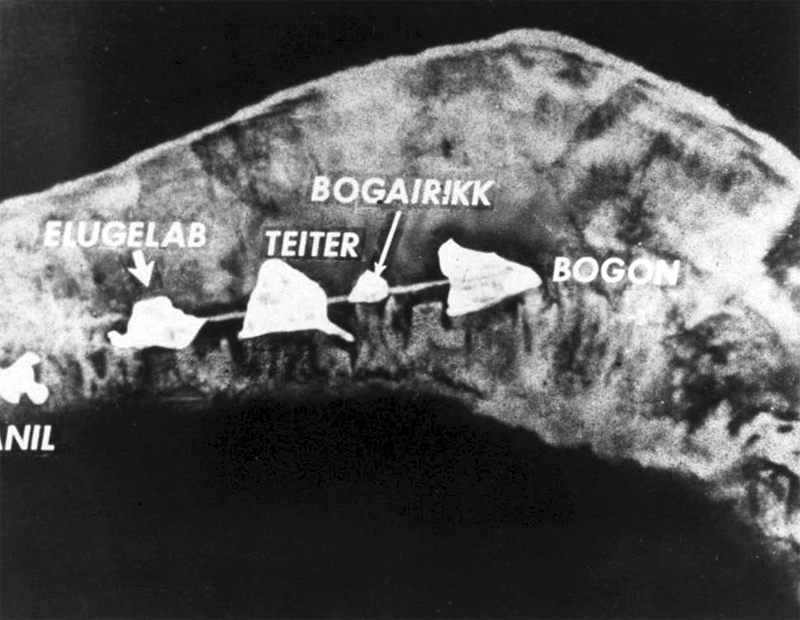
شكل جزيرة إنيويتوك المرجانية قبل اختبار إيفي مايك.

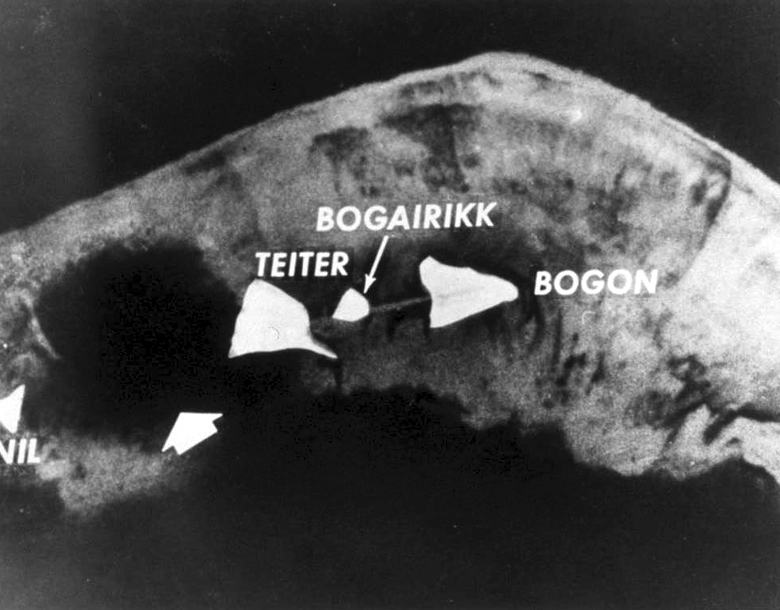
شكل جزيرة إنيويتوك المرجانية بعد اختبار إيفي مايك.

أصبح السفر بالنسبة لجون ويلر أمر طبيعي، ففي أغسطس 1945 عاد مع عائلته مرة أخرى إلى برنستون، حيث أكمل هناك مسيرتة الأكاديمية. وبسبب طبيعة عمله مع الفيزيائي والحاصل على نوبل ريتشارد فيلبس فاينمان، بدأ في دراسة فيزياء الجسيمات وقام بالعديد من الدراسات النظرية على الميوون (جسيم أولي مشابه للإلكترون بشحنة كهربائية سالبة ولف مغزلي-½ ويرمز له بالرمز (μ)) بمساعدة الفيزيائي البرازيلي جايمي تايمنو. وقاموا بنشر العديد من المقالات والأوراق البحثية منها الورقة البحثية التي نشرت عام 1949 بعنوان «مثلث تايمنو» هذا المثلث يقوم بربط العديد من الأشكال المختلفة من التحلل الإشعاعي بعضها ببعض. كما إقترح استخدام الميوون كمجس نووي.
كتبت هذه الورقة بسرية في عام 1949 ولكنها لم تنشر إلا في عام 1953. بما أن الميوون هو مكون من مكونات الأشعة الكونية، فقد أصبح ويلر هو مؤسس وأول مدير لمختبرات الأشعة الكونية في برنستون، وفي عام 1948 حصل ويلر على منحة من مكتب البحوث البحرية للولايات المتحدة (ONR) تصل إلى 375000 دولار. وبسبب حصولة على منحة زمالة غوغنهايم في عام 1946 استطاع قضاء عام (1949-1950) الأكاديمي في باريس.
بعد اختبار الإتحاد السوفيتي الأول للسلاح النووي المسمى إر ده إس - 1 في عام 1949، قامت الولايات المتحدة بتكثيف جهودها بقيادة ادوارد تيلر لاختراع قنبلة هيدروجينية أكثر فتكا. طلب الفيزيائي والسياسي الشهير هنري دي ولف سميث ورئيس قسم ويلر في جامعة برنستون من ويلر أن ينضم لهم في محاولة صنع القنبلة. كان ويلر في ذلك الوقت مثل غيره من الفيزيائيين يحاول العودة إلى وظيفته وبناء سيرته التي قاطعتها الحرب. رفض العديد من الفيزيائيين لأسباب أخلاقية ، واستجاب البعض الآخر مثل إميل كونوبينشي، مارشال روزنبلوت، لوثر نوردهايم، تشارلز كراتشفيلد، وفيزيائيي مختبر لوس ألاموس الوطني لصناعة الأسلحة بقيادة الفيزيائي نوريس ادوين برادبري والذي كان العمل به. 

وافق ويلر على الانضمام بعد محادثته مع نيلس بور، وانضم معه اثنان من طلابة وهم كين فورد وجون تول.
انتقل ويلر مرة بعائلته مرة أخرى ليكون قريبا من عمله في مختبر لوس ألاموس الوطني، وأقام في المنزل الذي كان يقيم فيه الفيزيائي والمسمى بوالد القنبلة النووية روبرت أوبنهايمر وعائلته خلال الحرب. وفي عام 1950 لم يكن هناك تصميم عملي للقنبلة الهيدروجينية. حيث أكد الرياضياتي ستانيسلو أولام وأخرون بالحسابات أن نموذج إدوارد تيلر لن يعمل.
استمر كلا من إدوارد تيلر وجون ويلر في العمل على تصميم جديد والمعروف باسم «المنبة» حتى نجحوا في يناير 1951.
حصل ويلر على الإذن من برادبري في عام 1951 بإقامة فرع لمختبر لوس ألاموس الوطني في جامعة برنستون. والمعروف باسم مشروع ماترهورن ويتكون من جزئين. الأول ماترهورن S تحت إشراف الفيزيائي ليمان سبيتزر ومهمته معرفة هل يمكن استخدام الإندماج النووي كمصدر للطاقة. والثاني ماترهورن B تحت إشراف ويلر ومهمته القيام بأبحاث عن الأسلحة النووية.
بسبب رفض العلماء الكبار المشاركة في الأبحاث سواء لأسباب أخلاقية أو عدم اهتمامهم بالموضوع، قام ويلر بتعيين طلاب حديثي التخرج معه. وفي يناير 1953 تم التحقيق معه بسبب اختفاء بسبب ضياع ورق غاية في السرية عن الليثيوم 6 وتصميم القنبلة النووية خلال رحلة قطار ليلي. أدى ذلك إلى تعرض ويلر لتوبيخ بصفة رسمية.
كلل مجهود المشاركين في مشروع ماترهورن B بالنجاح بعد اختبار إيفي مايك للقنبلة الهيدروجينية، وتم الاختبار على جزيرة إنيويتوك المرجانية في المحيط الهادئ في 1 نوفمبر عام 1953. تشير التقديرات إلى الطاقة الناتجة من اختبار إيفي مايك وصلت إلى 10.4 ميجا طن تي إن تي (44 بيتاجول)، وهي نسبة أكبر ب30% مما حدده فريق مشروع ماترهورن B.
ألغى العمل في مشروع ماترهورن B ، بينما تحول ماترهورن S إلى مختبر برنستون للبلازما.

## حياته الشخصية
يعد جون أرتشيبالد ويلر من أوسع الفيزيائيين خيالا وأكثرهم تعددا للمواهب.وأكثرهم استقرارا في حياته الأسرية فقد استمر زواجه من جانيت هينجر 72 عاما. كانت جانيت مدرسة وعاملة اجتماعية. قام ويلر بخطبتها بعد ثالث لقاء بينهما، وإتفقوا على تأجيل الزواج حتى عودته من أوروبا. وتزوجوا في 10 يونيو عام 1935 أي بعد عودته بخمس أيام فقط. وأنجبوا ثلاثة أطفال وهم ليتيسيا، جيمس، أليسون.
عاني ويلر من البطالة خلال فترة الكساد الكبير (هي أزمة اقتصادية بدأت عام 1929 مروراً بالثلاثينيات حتى بداية الأربعينيات) واستمر بدون عمل حتى عرض عليه الفيزيائي أرثر رواك أن يعمل كأستاذ مساعد في جامعة ولاية كارولينا الشمالية في تشابل هيل بمرتب سنوي يصل إلى 2300 دولار فقط، وهو مرتب أقل مما كانت تجنيه زوجته جانيت التي وصل مرتبها إلى 2400 دولار.
وفي سنواتهم الأخيرة زاروا كل من فرنسا، ولوس ألاموس، نيو مكسيكو، وهولندا، واليابان. وكان كليهما عضوا مؤسسين للكنيسة الموحدة في برينستون. وكان لديهما العديد من الأصدقاء في المكتبة العامة ببرينستون. توفي جون ويلر في 13 إبريل عام 2008، بينما توفيت هينجر في أكتوبر 2007 عن عمر يناهز 99 عاما.

## إسهاماته

### نظرية النسبية العامة
بعد أن أكمل ويلر مهامه الحكومية بقليل تحول اهتمامه نحو نظرية أينشتاين في النسبية العامة لكي يفهم العلاقة بين الجسيمات والحقول فهما جيدا، فعمل مع تلميذه ريتشارد فاينمان إلى أن انتهي بتأويل الطبيعة هندسيا بالطريقة التي ارتأتها نظرية النسبية العامة بمعني أن الجسم أساس لا يلائم التأمل في الطبيعة لأن المادة كلها ليست في الحقيقة سوى نتاج ثانوي لانحناء الزمكان، بل يمكن أن نشبه محاولة فهمنا للطبيعة بدلالة الجسيمات بمحاولة فهم المحيط بالنظر إليه من فوق سطحه. ومهما يكن من أمر فإن ويلر إنساق بتصوره الهندسي للطبيعي إلى محاولة الربط بين نظرية الكم ونظرية أينشتاين في النسبية العامة عن طريق تطويره لمخطط احتمالي لا يوصف في المكان بهندسة واحدة بل يتردد بين هندسة وأخرى، فقد رأى أن الفضاء يبدو كأنه مزبد على الصعيد المجهري وأنه يتميز بتقلبات عنيفة على مستوى أطوال بلانك. وقد ابتكر ويلر عبارة مستوى فائق للدلالة على هذا الفضاء الغريب الذي نجد في كل نقطة منه هندسة مستقلة كاملة ثلاثية الأبعاد. وكانت اضطرابات هذا الفضاء الفائق عند ويلر هو المؤؤله عن المظاهر الجسيمية، أي أن الجسيمات ليست سوى الصور التي تخلقها لنا تموجات زبد هذا الفضاء الفائق.

### الثقب الأسود

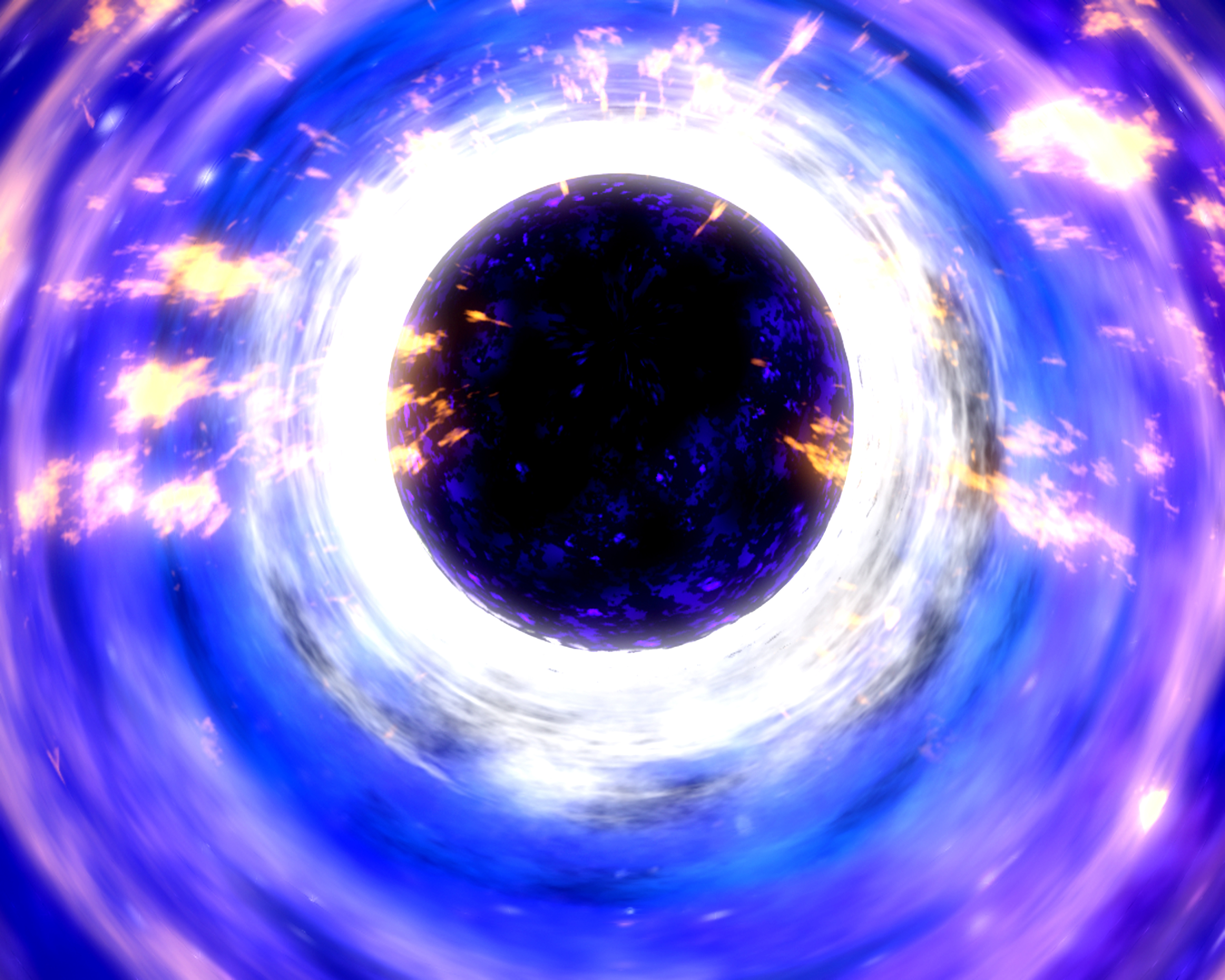
تخيل لشكل الثقب الأسود والمنطقة المحيطة به

أكثر ما أثار دهشة ويلر نتيجة أبحاثة النظرية في النسبية العامة هو ديناميك الارتصاص الثقالي، لأنه بعد أن سار على خطى فكرة سبق أن أدخلها الرياضياتي الفرنسي بيير لابلاس وجون ميتشل منذ أكثر من قرن وجد أن النجم الذي يعادل ثلاث شموس على الأقل (أي كتلته ثلاثة أمثال كتله الشمس) ما إن يتوقف أتونه الحراري النووي عن الالتهاب حتى يرتص إلى ما دعاه ويلر بحالة الثقب الأسود. بمعني أن النجم لن يستطيع مقاومة قوة جي المدمرة داخليا مدة طويلة فيتهاوى بالتالي على نفسه إلى أن يغدو قطرة صغيرا لا يتجاوز كيلومترات قليلة، وتصبح شدة الحقل الثقالي على سطح جرم الثقب الأسود كبيرة بسبب ازدياد كثافته الهائلة حتى تمنع الضوء نفسه من الإفلات منه وتجعل النجم محجوبا لا يرى.
وقد إقترح ويلر اعتمادا على أبحاثه الكثيرة في فيزياء الثقوب السوداء أن الكون نفسه قد يكون واقعا داخل ثقب أسود عملاق لأن كتلته يمكن أن تحني الفضاء انحناء يكفي لأن يمنع الإشارات الضوئية من أن تستطيع مغادرة هذا الكون. وقد إفترض ويلر أيضا اننا إذا كنا نعيش في كون يتوسع فإنه من الجائز عندئذ ان ينقلب يوما ما هروب المجرات وتباعدها إلى ارتصاص المادة كلها والطاقة أيضا نحو عقدة وحيدة للمادة والفضاء وقد يؤدي ذلك إلى زوالهما. ولكن كثير من الفيزيائيين لم يوافقوا على نظريته الهندسية بل رأوا أن محاولته لتوحيد نظرية الكم مع نظرية النسبية هي محاولة سخيفة.

## الوفاة
تلقى جون ويلر العديد من التكريمات والجوائز على مدار حياته فحاز على:
- جائزة انريكو فيرمي من وزارة الطاقة الأمريكية عام 1968 .
- وسام فرانكلين عام 1969 .
- قلادة العلوم الوطنية عام 1971 .
- جائزة آينشتاين من الجمعية الفيزيائية الأمريكية عام 1969 .
- وسام نيلز بور الذهبي الدولي عام 1982 .
- وسام أورستد عام 1983 .
- جائزة روبرت أوبنهايمر من جامعة ميامي عام 1984 .
- جائزة وولف عام 1997 .

انضم ويلر للعديد من الجمعيات العلمية المرموقة، فكان عضوا في الجمعية الملكية للفلسفة والأكاديمية الملكية للفنون وأكاديمية دي لنسي. وحصل على درجات فخرية من 18 معهد مختلف. وفي عام 2001 خصصت له جامعة برنستون مبلغ 3 ملايين دولار تكريما لدورة في الفيزياء.
قامت جامعة تكساس بتسمية قاعة محاضرات باسمه بعد وفاته تكريما له على دورة الكبير في قيادة الجيل الذهبي لفيزيائي النسبية العامة والذين قاموا بمساهمات ملحوظة في ميكانيكا الكم والجاذبية.
توفي يوم 13 أبريل عن 96 عاماً في هايتس تاون، نيوجيرسي. بعد صراعه مع مرض الالتهاب الرئوي.

## روابط خارجية
- جون أرتشيبالد ويلر على موقع الموسوعة البريطانية (الإنجليزية)
- جون أرتشيبالد ويلر على موقع مونزينجر (الألمانية)
- جون أرتشيبالد ويلر على موقع ميوزك برينز (الإنجليزية)
- جون أرتشيبالد ويلر على موقع إن إن دي بي (الإنجليزية)